# (10456) Anechka
(10456) Anechka est un astéroïde de la ceinture principale.

## Description
(10456) Anechka est un astéroïde de la ceinture principale. Il fut découvert le 8 août 1978 à Naoutchnyï par Nikolaï Tchernykh. Il présente une orbite caractérisée par un demi-grand axe de 2,38 UA, une excentricité de 0,04 et une inclinaison de 2,0° par rapport à l'écliptique.

## Compléments